# Oberreihe
Oberreihe ist ein Ortsteil der Gemeinde Hohenfelde im Amt Horst des Kreises Steinburg in Schleswig-Holstein. Die nur aus wenigen Häusern bestehende Siedlung liegt südwestlich von Hohenfelde. Östlich des Ortsteils verläuft die Bundesautobahn 23.
Oberreihe bestand im 19. Jahrhundert aus vier Höfen, welche zum Amt Steinburg gehörten. Einer dieser Höfe hieß Uhlenflucht, einer ist der Hohenfelder Hof, der über 300 Jahre alt sein soll. Die Einwohnerzahl wurde 1841 mit 120 angegeben. Kirchlich gehört Oberreihe zu Hohenfelde.